# Antonio Cabrini
Antonio Cabrini (* 8. říjen 1957 Cremona, Itálie) je bývalý italský fotbalový obránce a trenér.
Je považován za jednoho z prvních moderních krajních obránců a také za jednoho z nejlepších na světě ve své době. Velkou část fotbalové kariéry spojil s Juventusem, klubem, v němž odehrál třináct sezón a jehož byl kapitánem v letech 1988 až 1989. Spolu s brankářem Zoffem a hráči Scireou a Gentilem, tvořili jednu z nejlepších obranných řad v historii fotbalu. Za Bianconeri odehrál celkem 442 utkání a vstřelil v nich 52 branek a vyhrál šest titulů v lize (1976/77, 1977/78, 1980/81, 1981/82, 1983/84, 1985/86), dvě výhry v italském poháru (1978/79, 1982/83) a také všechny evropské poháry (PMEZ 1984/85, UEFA 1976/77 a PVP 1983/84) a také Superpohár UEFA 1984 a Interkontinentální pohár 1985.
Za reprezentaci odehrál nejvíce utkání mezi obránci: 73 utkání a 9 branek. Z MS 1982 má zlatou medaili. Desetkrát vedl reprezentaci jako kapitán.
V roce 1978 byl na 13. místě o trofej Zlatý míč.
V roce 2022 byl uveden do italské fotbalové síně slávy.

## Klubová kariéra

### Cremonese a Atalanta
Vyrostl v mládežnickém sektoru v Cremonese. V 16 letech nastoupil poprvé mezi dospělými ve třetí lize v sezoně 1973/74. V následující sezoně byl již v základní sestavě. V roce 1975 se přestěhoval do Atalanty, klubu, který ho mezitím získal ve spolupráci s Juventusem. V jediném roce stráveném v Atalantě odehrál ve druhé lize s 35 utkání a po sezoně jej Juventus koupil.

### Juventus
Do Juventusu jej chtěl trénér Giovanni Trapattoni, ale v první sezoně mu dovolil hrát jen v 9 zápasech. Ale s klubem slavil svůj první titul a také vítězství v poháru UEFA. Od sezony 1977/78 byl již základním hráčem v klubu. V Juventusu poté strávil dalších 11 let do roku 1989. Celkem získal s klubem 13 trofejí a navíc unikátní bilancí – získal všechny nejvýznamnější mezinárodní pohárové trofeje, jaké evropský hráč jeho doby mohl získat: Pohár mistrů evropských zemí (1984/85), Pohár vítězů pohárů (1983/84), Pohár UEFA (1976/77), Superpohár UEFA (1984) i Interkontinentální pohár (1985). Celkem v evropských pohárech odehrál 73 zápasů a vstřelil 11 gólů. Po odchodu do důchodu Scirea dělal v sezoně 1988/89 kapitána. Přes postupující věk a první fyzické problémy a také taktické rozpory s trenérem Zoffem jej přiměli, že by měl odejít.

### Bologna
Od sezony 1989/90 se stal hráčem Boloně, ve které strávil poslední dva roky fotbalové kariéry. Když v roce 1991 skončil měl na kontě 388 utkání v nejvýšší lize ve které vstřelil 36 branek.

## Hráčská statistika
| Sezóna  | Klub      | Liga    | Liga   | Liga | Ligové poháry | Ligové poháry | Ligové poháry | Kontinentální poháry | Kontinentální poháry | Kontinentální poháry | Celkem | Celkem |
| Sezóna  | Klub      | Soutěž  | Zápasy | Góly | Soutěž        | Zápasy        | Góly          | Soutěž               | Zápasy               | Góly                 | Zápasy | Góly   |
| ------- | --------- | ------- | ------ | ---- | ------------- | ------------- | ------------- | -------------------- | -------------------- | -------------------- | ------ | ------ |
| 1973/74 | Cremonese | Serie C | 3      | 0    | -             | 0             | 0             | -                    | 0                    | 0                    | 3      | 0      |
| 1974/75 | Cremonese | Serie C | 26     | 2    | -             | 0             | 0             | -                    | 0                    | 0                    | 26     | 2      |
| 1975/76 | Atalanta  | Serie B | 35     | 1    | IP            | 4             | 0             | -                    | 0                    | 0                    | 39     | 1      |
| 1976/77 | Juventus  | Serie A | 7      | 1    | IP            | 0             | 0             | UEFA                 | 2                    | 0                    | 9      | 1      |
| 1977/78 | Juventus  | Serie A | 15     | 0    | IP            | 2             | 0             | PMEZ                 | 8                    | 0                    | 25     | 0      |
| 1978/79 | Juventus  | Serie A | 21     | 2    | IP            | 9             | 1             | PMEZ                 | 2                    | 0                    | 32     | 3      |
| 1979/80 | Juventus  | Serie A | 26     | 1    | IP            | 3             | 0             | PVP                  | 7                    | 2                    | 36     | 3      |
| 1980/81 | Juventus  | Serie A | 28     | 7    | IP            | 8             | 3             | UEFA                 | 2                    | 1                    | 38     | 11     |
| 1981/82 | Juventus  | Serie A | 29     | 5    | IP            | 4             | 0             | PMEZ                 | 4                    | 0                    | 37     | 5      |
| 1982/83 | Juventus  | Serie A | 25     | 1    | IP            | 8             | 1             | PMEZ                 | 8                    | 1                    | 41     | 3      |
| 1983/84 | Juventus  | Serie A | 29     | 5    | IP            | 6             | 2             | PVP                  | 9                    | 1                    | 44     | 8      |
| 1984/85 | Juventus  | Serie A | 30     | 0    | IP            | 8             | 1             | PMEZ+ES              | 9+1                  | 0                    | 48     | 1      |
| 1985/86 | Juventus  | Serie A | 30     | 2    | IP            | 6             | 0             | PMEZ+Int.P           | 6+1                  | 1+0                  | 43     | 3      |
| 1986/87 | Juventus  | Serie A | 17     | 4    | IP            | 5             | 0             | PMEZ                 | 3                    | 2                    | 25     | 6      |
| 1987/88 | Juventus  | Serie A | 26     | 3    | IP            | 9             | 0             | UEFA                 | 3                    | 2                    | 38     | 5      |
| 1988/89 | Juventus  | Serie A | 15     | 2    | IP            | 4             | 1             | UEFA                 | 5                    | 0                    | 24     | 3      |
| 1989/90 | Bologna   | Serie A | 32     | 0    | IP            | 4             | 0             | -                    | 0                    | 36                   | 0      |        |
| 1990/91 | Bologna   | Serie A | 23     | 2    | IP            | 2             | 0             | UEFA                 | 5                    | 1                    | 30     | 3      |
| Celkově | Celkově   | Celkově | 417    | 38   | -             | 82            | 9             | -                    | 75                   | 11                   | 574    | 58     |

## Reprezentační kariéra
Za reprezentací odehrál 73 utkání a vstřelil 9 branek, což je nejvíc mezi italskými obránci. První utkání odehrál 2. června 1978 proti Francii (2:1) na MS 1978, kde skončil na 4. místě. Na šampionátu byl vyhlášen nejlepším mladým fotbalistou. Odehrál i dva zápasy na ME 1980, kde také obsadil 4. místo. Vše si vynahradil na MS 1982. Odehrál tam všechna utkání a získal zlatou medaili za vítězství. Posledním velkým turnajem který odehrál, bylo MS 1986. Také tady odehrál všechna utkání, ale ve čtvrtfinále nestačili na Francii (0:2). Deset utkání vedl jako kapitán a jako kapitán odehrál poslední zápas 17. října 1987, proti Švýcarsku (0:0).

### Statistika na velkých turnajích
| Reprezentace | Rok     | Zápasy                         | Zápasy | Zápasy         | Zápasy           | Zápasy           | Zápasy            |
| Reprezentace | Rok     | Fáze turnaje                   | Datum  | Soupeř         | Odehraných minut | Vstřelené branky | Výsledek          |
| ------------ | ------- | ------------------------------ | ------ | -------------- | ---------------- | ---------------- | ----------------- |
| Itálie       | MS 1978 | 1 zápas ve skupině             | 2. 6.  | Francie        | 90               | 0                | 2:1               |
| Itálie       | MS 1978 | 2 zápas ve skupině             | 6. 6.  | Maďarsko       | 75               | 0                | 3:1               |
| Itálie       | MS 1978 | 3 zápas ve skupině             | 10. 6. | Argentina      | 90               | 0                | 1:0               |
| Itálie       | MS 1978 | 1 zápas v semifinálové skupině | 14. 6. | NSR            | 90               | 0                | 0:0               |
| Itálie       | MS 1978 | 2 zápas v semifinálové skupině | 18. 6. | Rakousko       | 90               | 0                | 1:0               |
| Itálie       | MS 1978 | 3 zápas v semifinálové skupině | 21. 6. | Nizozemí       | 90               | 0                | 1:2               |
| Itálie       | MS 1978 | o 3. místo                     | 24. 6. | Brazílie       | 90               | 0                | 1:2               |
| Itálie       | ME 1980 | 1 zápas ve skupině             | 12. 6. | Španělsko      | 56               | 0                | 0:0               |
| Itálie       | ME 1980 | o 3. místo                     | 21. 6. | Československo | 120              | 0                | 1:1 (8:9 na pen.) |
| Itálie       | MS 1982 | 1 zápas v první skupin. fáze   | 14. 6. | Polsko         | 90               | 0                | 0:0               |
| Itálie       | MS 1982 | 2 zápas v první skupin. fáze   | 18. 6. | Peru           | 90               | 0                | 1:1               |
| Itálie       | MS 1982 | 3 zápas v první skupin. fáze   | 23. 6. | Kamerun        | 90               | 0                | 1:1               |
| Itálie       | MS 1982 | 1 zápas ve druhé skupin. fáze  | 29. 6. | Argentina      | 90               | 1                | 2:1               |
| Itálie       | MS 1982 | 2 zápas ve druhé skupin. fáze  | 5. 7.  | Brazílie       | 90               | 0                | 3:2               |
| Itálie       | MS 1982 | Semifinále                     | 8. 7.  | Polsko         | 90               | 0                | 2:0               |
| Itálie       | MS 1982 | Finále                         | 11. 7. | NSR            | 90               | 0                | 3:1               |
| Itálie       | MS 1986 | 1 zápas ve skupině A           | 31. 5. | Bulharsko      | 90               | 0                | 1:1               |
| Itálie       | MS 1986 | 2 zápas ve skupině A           | 5. 6.  | Argentina      | 90               | 0                | 1:1               |
| Itálie       | MS 1986 | 3 zápas ve skupině A           | 10. 6. | Jižní Korea    | 90               | 0                | 3:2               |
| Itálie       | MS 1986 | čtvrtfinále                    | 17. 6. | Francie        | 90               | 0                | 0:2               |

## Trenérská kariéra
V roce 2000 se stal trenérem třetiligového Arezza. Po roce odešel do druholigového Crotone, jenže po osmi zápasech byl propuštěn. Od února do listopadu 2004 trénoval třetiligovou Pisu. Poslední klubové angažmá měl v sezoně 2005/06. Byl trenérem Novary. V letech 2007 až 2008 se stal trenérem syrské fotbalové reprezentace, ale po šesti měsících odešel. 
Dne 14. května 2012 byl vybrán jako trenér reprezentace žen. S nimi se dostal na dva turnaje ME (2013 - čtvrtfinále a 2017 - skupina). Po tomto turnaji se rozhodl skončit u reprezentace.

## Hráčské úspěchy

### Klubové
- 6× vítěz italské ligy (1976/77, 1977/78, 1980/81, 1981/82, 1983/84, 1985/86)
- 2× vítěz italského poháru (1978/79, 1982/83)
- 1x vítěz poháru PMEZ (1984/85)
- 1x vítěz poháru UEFA (1976/77)
- 1x vítěz poháru PVP (1983/84)
- 1x vítěz evropského superpoháru (1984)
- 1x vítěz interkontinentálního poháru (1985)

### Reprezentační
- 3× na MS (1978, 1982 - zlato, 1986)
- 1× na ME (1980)
- 1× na ME U21 (1978)

### Individuální
- Nejlepší mladý fotbalista na MS 1978
- člen Síně slávy Italského fotbalu (2021)
- kandidát na Zlatý míč – nejlepší tým (10. místo v roce 2020)

### Vyznamenání
Zlatý límec za sportovní zásluhy (2017)

 Medaile za atletickou statečnost (1982)

 Medaile za atletickou statečnost (1977)